# Drekkars
Drekkars is het tweede deel van de epische fantasy stripreeks Servitude, getekend door Eric Bourgier, op een script van Fabrice David. Het album verscheen bij uitgeverij Daedalus in 2009 uitsluitend met harde kaft.

## De brief van Brægor en appendix
Op de binnenkaft van het album  is een kaart van het koninkrijk van de Zonen van de Aarde opgenomen. In de aan het verhaal voorafgaande brief van Brægor wordt beschreven hoe het het de erfgenamen van Afænor verder is vergaan. Het album bevat achterin een appendix waarin de politieke structuren in Farkas uit de doeken wordt gedaan

## Verhaal
In het tweede deel staat de wereld van de Drekkars centraal, een immense ondergrondse wereld bestaande uit een grottencomplex waarin de stad Farkas is gehuisvest. De bevolking is opgedeeld in kasten die sociaal en etnisch van elkaar gescheiden zijn. De grote meerderheid wordt gevormd door de Slaven, afstammelingen van nomadenstammen die bij overvallen uit de bovenlanden gevangen werden genomen. Daarnaast zijn er de afstammelingen van de eerste mensen die met de Draken naar Farkas gingen. Deze laatsten zijn weer opgedeeld in tien families van ambachten en gilden.
De hiërarchisch opgebouwde Drekkars samenleving vertoont grote barsten. Evenals in het koninkrijk aan de oppervlakte het geval is sprake van intriges en onderling wantrouwen. Omdat het aantal slaven  oncontroleerbaar groot is geworden en in bar slechte omstandigheden leven is een explosieve situatie ontstaan. De hegemoon Sekal en zijn rivaal Farder van Xiar maken ieders misbruik van de situatie en proberen deze in hun eigen voordeel om te buigen. Gaande het verhaal wordt duidelijk dat de keizer, die als enige in contact staat met de Draken, de zogenaamde Achtbaren, afhankelijk is van een levenselixir en gemanipuleerd wordt door zijn leverancier. Iemand heeft er belang bij dat het koninkrijk in de bovenlanden rijk wordt geterroriseerd. De explosieve situatie wordt nog complexer als een groep Drekkars zich wil afscheidden en een nieuwe stad stichten.